# Chase (Colombie-Britannique)
Pour les articles homonymes, voir Chase.
Le village de  Chase a une population d'environ 2 500 habitants et est situé à l'exutoire du Shuswap Lake dans la région intérieure de la Colombie-Britannique, au Canada.  

## Description
Le village de Chase fait partie administrativement du District régional de Thompson-Nicola, en Colombie Britannique au Canada. Sa population est d'environ 2 500 habitants et ses principales industries sont la foresterie et le tourisme. Il est situé à l'exutoire du lac Little Shuswap, qui est la source de la rivière South Thompson River. A l'extrémité opposée du lac, se trouve le village indien de Squilax, chef-lieu de la réserve de Quaaout 1. Le cours d'eau Chase Creek, qui tombe sur trois petites chutes d'eau avant de traverser la ville, entre dans la South Thompson River juste en dessous de la sortie du lac.

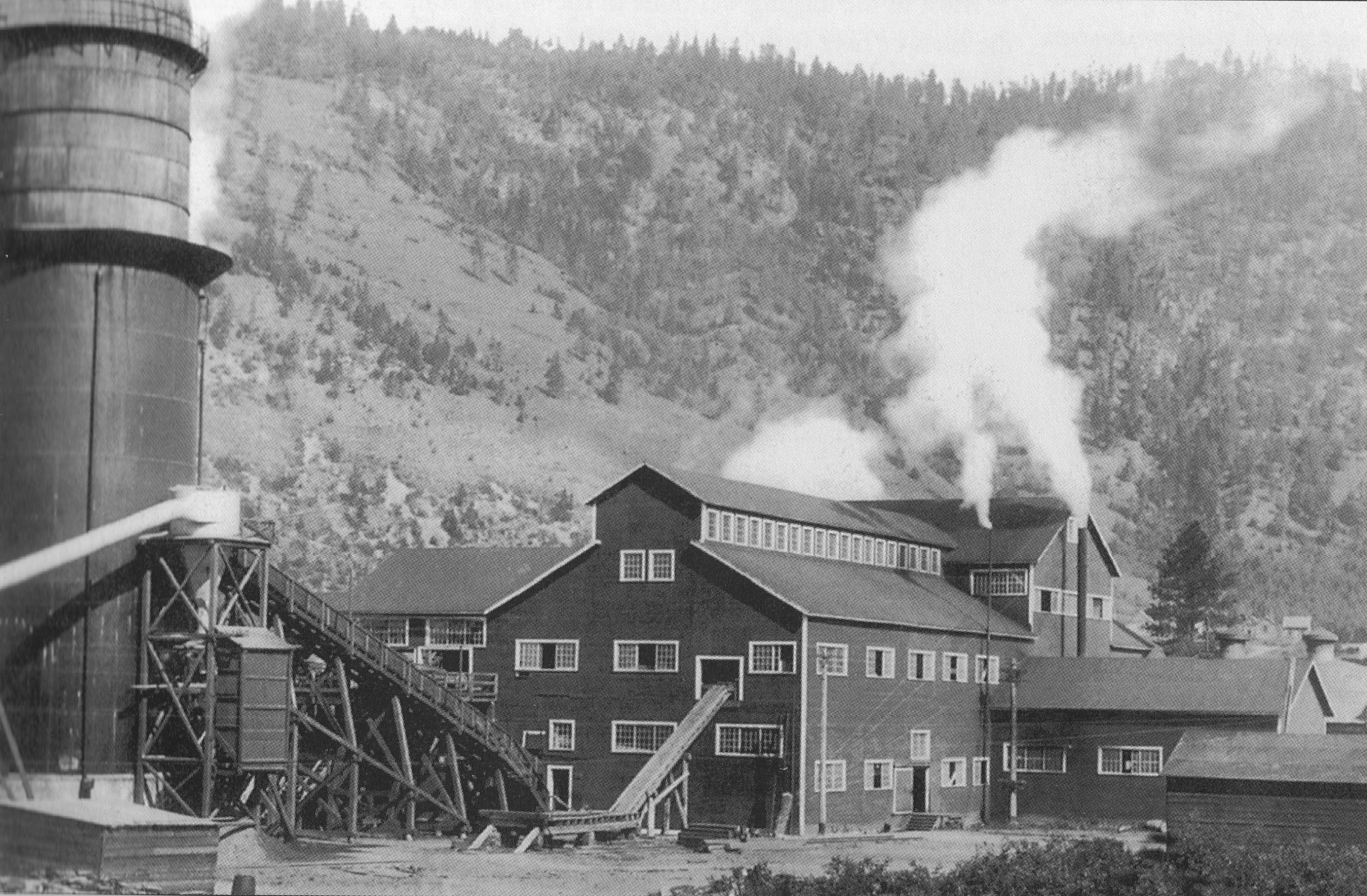
Moulin à bois de la rivière Adams, 1919

## Gouvernement et infrastructures

### Pompiers
Le village de Chase dispose de pompiers et fournit des services d'incendie à l'ensemble de la communauté environnante.

### Police
Un détachement de la Gendarmerie royale du Canada est présent à Chase et dont la juridiction couvre le village, les routes aux alentours et les collectivités des Premières nations.

### Infrastructures de santé
Le village de Chase dispose d'un centre de soins appelé Chase and District Health Centre, qui fait partie de l'Interior Health Authority.
Le BC Ambulance Service maintient une station dans la communauté et permet le transport des patients.

## Transports

### Routes
La route transcanadienne longe le côté sud de la communauté et donne accès aux centres régionaux avoisinants de Kamloops (57 km à l'ouest) et Salmon Arm (52 km à l'est). Cette route traverse aussi les réserves de Quaaout 1 et Chum Creek 2, North Bay 5, toutes trois de la bande indienne de Little Shuswap Lake, les réserves Switsemalph No 6, Sahhaltkum No 4 et de Stequmwhulpa No 5 de la bande indienne Adams Lake, et les réserves Neskonlith 1, 2 et 3 de la bande indienne des Neskonlith.
D'autres routes mineures relient Chase aux localités de Falkland et Barriere.
Il y a eu une proposition de construire une route hivernale entre Chase et Sun Peaks afin de développer l'économie de Chase. La route offrirait un itinéraire plus court pour les visiteurs arrivant à la communauté depuis l'est.

### Chemin de fer
La ligne principale du chemin de fer Canadien Pacifique traverse la communauté et permet le trafic de fret et de passagers. Deux compagnies nationales desservent la communauté.

### Aéroports
L'aéroport commercial le plus proche est l'aéroport de Kamloops. L'aérodrome de Shuswap (Skwlax Field) est situé du côté nord-est du lac Little Shuswap.

## Culture et loisirs
L'attraction principale du village de Chase est évidemment tournée sur le lac Little Shuswap. Des plages, des rampes de mise à l'eau et une grande jetée permettent d'accéder au lac et à la rivière South Thompson et d'y pratiquer la baignade, la natation, la navigation et aussi la pêche,.
Le Sunshore Golf Club propose un parcours de golf de neuf trous et de par32. Il y a aussi un skatepark, le Dr. Vagyi Memorial Skatepark
Un sentier de 600m permet de rejoindre les chutes (dénivelé de 30 mètres) du Chase Creek et qui sont une des attractions touristiques de la ville. Au niveau de l'aire de repos se trouvent aussi les ruines de cabanes à demi-enterrées à toit de rondins que les Indiens Shuswap utilisaient pendant l'hiver et qui sont appelées kekulis. Le mot kekuli dérive de kickwillie ou keekwulee, le mot du jargon Chinook pour signifier dessous ou en-dessous.
A environ 5 kilomètres au sud-ouest de Chase se trouve aussi le Niskonlith Lake dénommé ainsi en l'honneur d'un ancien chef indien du milieu du XIXe siècle.

## Sport
Chase a une équipe de hockey sur glace le Chase Heat de la Kootenay International Junior Hockey League. Ils jouent dans la Art Holding Memorial Arena (construite en 1998 à Chase). Le village de Chase était aussi le siège des Chase Chiefs de la même ligue, qui ont existé de 2007 à 2010, avant de déménager à Kelowna.
Le village de Chase a aussi un club de Curling.

## Histoire
La ville doit son nom à un américain de l'État de New-York qui s'appelait Whitfield Chase. Après avoir voyagé au Canada en 1858 durant la course à l'or, et passé par Kamloops en 1864, ce charpentier est venu dans ce lieu l'année suivante. Il y a établi un ranch à l'endroit où la rivière South Thompson s'écoule du lac Little Shuswap. Il était le premier non-natif à cultiver la prairie Shuswap et à y établir sa famille avec son épouse, Elisabeth de la tribu Neskonlith,.
Quelques années plus tard une société américaine rachète au fils aîné de Whitfield, un terrain qui deviendra le véritable noyau de la ville. Cette société deviendra la société Adams River Lumber Company aménage la ville vers 1907. James A. Magee, secrétaire de la société, refusa que le porte son propre nom et décide de baptiser la ville du nom de Chase en l'honneur de premier colon.
La ville est surnommée The gateway to Shuswap (La Porte d'entrée du Shuswap).

## Voir également
- Bande indienne de Little Shuswap (Squilax)